# Niklas Laustsen
Niklas Laustsen (født 30. august 1992) er en dansk BMX-kører. Han deltog i denne disciplin for Danmark ved OL i Rio 2016.
Niklas Laustsen begyndte at køre BMX, da hans storebror tog ham med til banen i hjembyen Hadsund, hvor han fandt snart ud af, at han havde talent for sporten. Han har efterfølgende vundet syv danske og otte nordiske mesterskaber. Han har siden sommeren 2015 koncentreret sig udelukkende om sporten og blandt andet været i Californien for at træne med nogle af verdens bedste kørere. Det bedste internationale resultat opnåede Laustsen, da han sejrede i Thailand Open i december 2015.
Med sine præstationer sikrede Niklas Laustsen Danmark en kvoteplads til OL i BMX, og han blev tildelt pladsen efterfølgende. Ved legene kørte han først kvalifikationsløb, hvor han blev nummer 24, hvorpå han i sin kvartfinale opnåede en ottende-, en femte- og en sjetteplads (blandt de otte deltagere), hvilket ikke var nok til at kvalificere ham til semifinalen; han endte på en samlet 26. plads.